# Kézilabdakapus

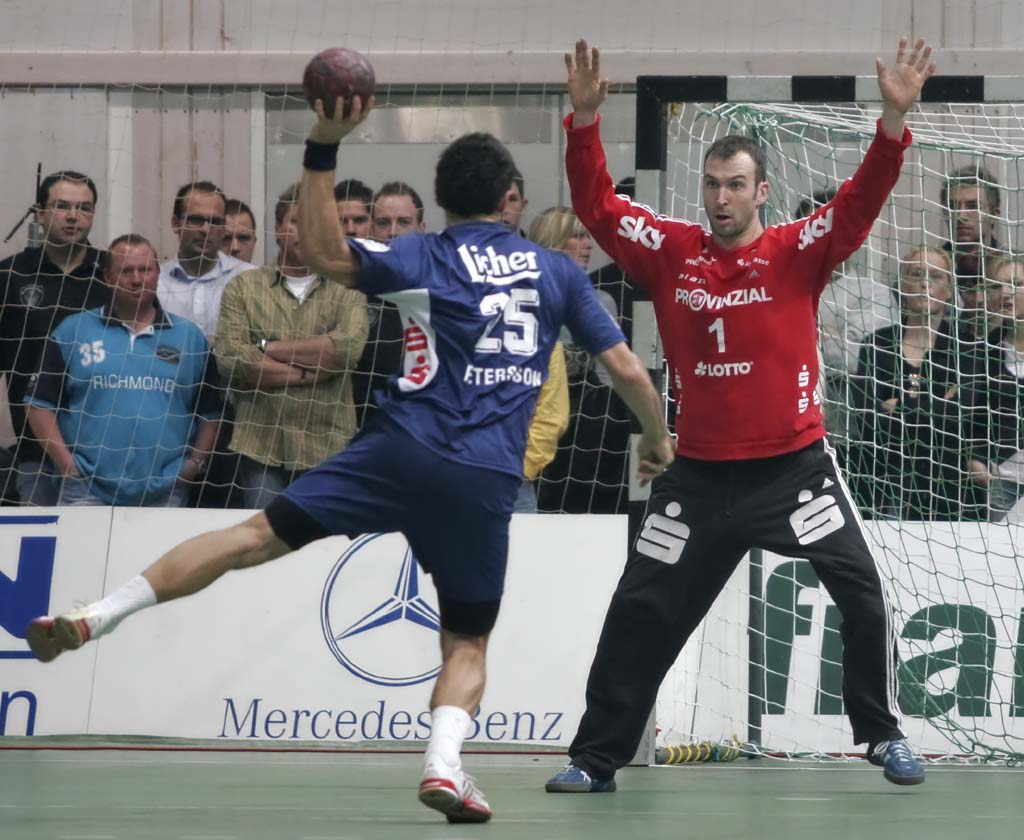
Thierry Omeyer hétméteres védése közben

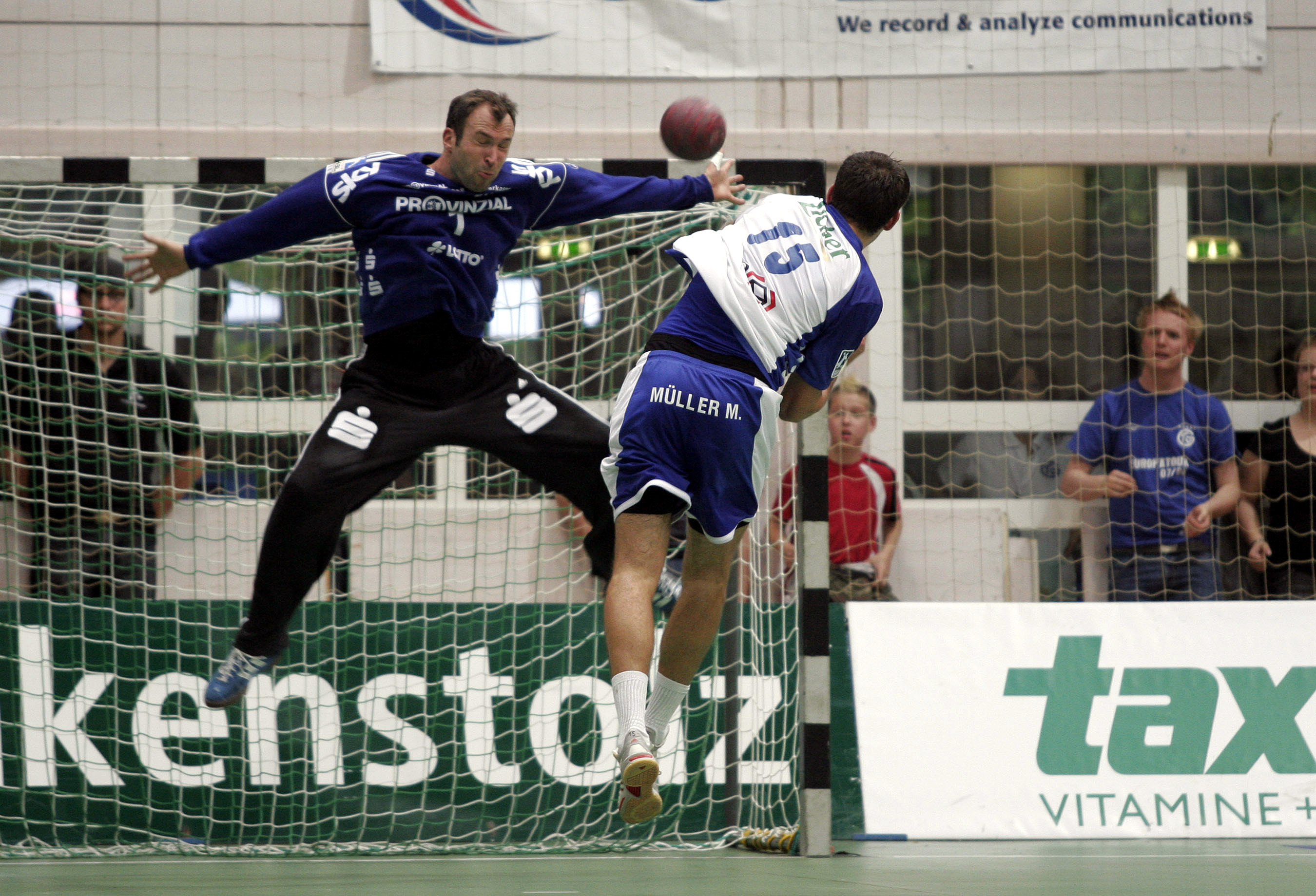
Thierry Omeyer felugorva véd. A játékosok fontos képessége a súlypontemelkedés.

A kapus poszt a kézilabdában.

## Stílus
A kézilabdakapusok között már jó ideje az úgynevezett szemafortechnika terjedt el, korábban, hasonlóan a labdarúgáshoz, főleg még a nagypályás kézilabda idején, a vetődések voltak a jellemzőek.

## A kézilabdakapus feladata
Egy kézilabdakapus feladata a kapura tartó lövések megakadályozása abban, hogy azok a gólvonal mögé jussanak. Ehhez bármely testrészét használhatja.

## A kézilabdakapus jogai
Egy kézilabdakapus a hatméteres vonalon belül korlátlanul mozoghat, nem vonatkozik rá a mezőnyjátékosoknál érvényes három lépés szabálya. Ezen kívül közvetlenül gólt érhet el, abban az esetben, ha a kapus mondjuk valamilyen okból nem tartózkodik kapuja közvetlen közelében, és a másik kapusnak így esélye nyílik a gólszerzésre.
A kapus beszállhat a mezőnyjátékba is, azonban a hatoson kívül a mezőnyjátékosokra vonatkozó szabályok érvényesek rá is.
Büntető elvégzésénél a lövőjátékos közvetlenül a hetes vonal mögött helyezkedik el a kapus pedig a négyes vonalig mehet ki.

## Kapcsolódó lapok
- Kategória:Kézilabdakapusok